# Žirovski Vrh, Žiri
Žirovski Vrh je razloženo naselje samotnih kmetij in manjših zaselkov v Občini Žiri. Nahaja se na jugozahodnem pobočju 10 km dolgega hrbta Žirovskega vrha, med dolinami potoka Brebovščice ter potokov Sovre in Račeve. Najvišja vzpetina je Goli vrh (962 m) v jugovzhodnem delu hrbta.
Manjše njive in travniki so ob samotnih domačijah, po strmejših pobočjih prevladuje gozd.